# Cabelo Gamer
Isaque Teixeira da Silva (8 de setembro de 1997), popularmente conhecido como Cabelo Gamer, é um apresentador, narrador, comentarista e criador de conteúdo gamer brasileiro.

## Biografia e Carreira
Na adolescência teve vários empregos, como auxiliar de mecânico, lavador de carros, jovem aprendiz nas Casas Bahia, técnico de informática e até atendente de telemarketing. Isaque dedicava boa parte de seu tempo livre aos jogos. Foi aos 14 anos que, no dia 11 de dezembro de 2012, criou seu canal no YouTube para compartilhar suas experiências e dicas de jogos com outras pessoas. Percebeu que poderia transformar sua paixão em carreira e, aos 17 anos, decidiu largar o emprego atual e apostar tudo em sua carreira no mundo dos games. Seu pai, Gilberto da Silva, foi quem mais ajudou, motivando e investindo em seu sonho, considerado por ele seu herói.
Com o tempo, o canal de Isaque ganhou popularidade, e ele ficou conhecido como Cabelo Gamer, em referência ao seu cabelo comprido preso em um coque samurai. Seus vídeos em meados de 2016 traziam gameplays, dicas, tutoriais e outras curiosidades sobre jogos eletrônicos. Em 2017, começou a fazer streams e destacou-se pelas suas aptidões em jogos gerais, como GTA San Andreas, Minecraft, Outlast, entre outros. Mas foi em Resident Evil 4 que ele alcançou conquistas e números ainda maiores, tornando-se um speedrunner e alcançando o top 38 mundial na categoria normal NG+.

Em meados de 2018, Cabelo começou a transmitir um novo jogo chamado Free Fire, que explodiria no futuro. Desde o início, ele teve números maiores do que em outros jogos, fazendo com que apostasse ainda mais no jogo. Em 15 de setembro de 2018, foi convidado pela Garena para ser um dos primeiros influenciadores a transmitir a fase de grupos do primeiro campeonato oficial de Free Fire do Brasil, a “Copa Brasil Free Fire”. Foi lá que conheceu um dos moderadores da copa, Kawaki, que mais tarde o apresentaria a Marcelo Camargo, futuro CEO da LIGA NFA.
Depois de narrar seu primeiro campeonato sem nenhum treinamento ou preparação, Isaque gostou da energia de ser um narrador, buscou grandes referências no mercado de e-Sports e combinou com sua personalidade. Começou a narrar campeonatos comunitários, evoluindo cada vez mais seu lado caster.
O canal do Cabelo Gamer cresceu rapidamente, alcançando milhares e milhares de seguidores em todo o Brasil. No dia 7 de maio de 2019, Cabelo chegou a 100 mil inscritos no YouTube, e assim cumpriu uma promessa que havia feito a si mesmo. Ele prometeu que, quando atingisse esse número, cortaria o cabelo e doaria para o Instituto do Câncer do Hospital Amaral Carvalho no Estado de São Paulo, em homenagem a uma tia próxima e a um seguidor que haviam falecido em meio à doença.
No início de 2020, Isaque recebeu a oportunidade que mudaria sua vida, tornando-se um caster oficial do cenário Emulador de Free Fire na LIGA NFA. Foi uma escolha difícil em um momento difícil de sua vida. Isaque já tinha 22 anos e trabalhava apenas como streamer. O valor que ganhava com seus canais só permitia que ele continuasse trabalhando, e por outro lado, Isaque se sabotava muito. Pensamentos como "você não é a melhor pessoa para essa função" e "existem pessoas melhores" o acompanhavam, mas mesmo assim decidiu aceitar a proposta.
Em 1º de abril de 2020, Cabelo Gamer é anunciado oficialmente pela LIGA NFA, se juntando ao elenco da liga ao lado de Alê Maze, Nanda Bellissimo e Joga Samuca. Cabelo criaria então uma conexão muito grande com o narrador da liga, Samuca, e então surgia "SamuCabelo", uma das duplas mais marcantes de todo o cenário de Free Fire. Isaque evoluiu muito como profissional, e em meio a pandemia, foi se tornando uma figura influente no universo dos games, dando entrevistas, participando de eventos e campeonatos de jogos eletrônicos para todo o país.
Em março de 2021, Cabelo foi anunciado pelo canal de TV Loading como um dos apresentadores do programa "MVP: o melhor do e-sport". O novo programa teria uma dinâmica com notícias, informações, análises e entretenimento sobre o universo competitivo gamer. Cabelo Gamer apresentaria o programa ao lado de Ana Xisdê e Thauê Neves.
Neste momento, a agenda de Cabelão Jeimes estava lotada, fazendo mais coisas sem deixar de fazer o que já estava em andamento, trabalhando basicamente todos os dias sem folga e ainda reservando um tempo para fazer stream e se comunicar com o público que tanto amava. Cabelo apresentava doutrinadas às segundas, televisão na Loading às terças e quintas, NFA Ultimate às quartas e Season 5 aos sábados e domingos. O homem era uma máquina.
Três meses depois, a Loading demite seus funcionários e declara o fechamento da emissora. O tempo foi curto, mas Cabelo conseguiu extrair muito aprendizado. A Loading exercia suas funções no antigo prédio da MTV, onde diversos ícones da televisão brasileira nasceram, e a energia do local era inexplicável. Energia e aprendizado que o ajudariam a evoluir ainda mais como apresentador.
Em junho de 2021, Cabelo tomava a frente de muitos dos programas ao vivo da Booyah, plataforma de streaming da publisher do Free Fire, Garena. Cabelo apresentou programas como Booyah Futebol Clube, Booyah Hits, Desafio dos Comédias, entre outros. Participando também de um documentário sobre streamers e uma competição de games no Cartoon Network. No fim de 2021, Cabelo recebeu uma proposta muito importante para sua carreira: o convite direto da Garena para participar do time de casters para temporada 2022 da LBFF. Para isso, Cabelo deveria deixar a Liga NFA, lugar onde amava trabalhar e sentia muita gratidão por tudo que construíram juntos. Numa difícil decisão, pois também tinha o sonho de compor o time da LBFF, desta vez o coração falou mais alto. Cabelo decidiu continuar na NFA para a temporada de 2022, se colocando disponível à Garena para projetos futuros sem total exclusividade.
E foi em agosto de 2022 que, ao lado de Luisa Saro, Camila 'Opz Milla' Brandão, Diego 'Hads', Bruno 'MRT' Santos e Rodrigo 'Digo' Soares, fizeram acontecer o maior evento emulador presencial aberto ao público, promovido pela LIGA NFA no HOPI HARI: a Final da Copa NFA no HOPI GAMING FESTIVAL, contando com dezenas de pessoas acompanhando presencialmente e milhares online nos canais da NFA.
Em meio a altos e baixos, chegando em 2023, novidades e oportunidades batendo na porta novamente. Desta vez, a oportunidade de fazer Liga NFA e Garena juntas. Cabelo estaria no maior campeonato emulador independente do mundo e no mais alto escalão das competições mobile. Muita responsabilidade e desafio na mesa, finalmente um de seus maiores sonhos, que era estar nos dois maiores cenários simultaneamente sem divergência, estava sendo concretizado.
Atualmente, o Cabelo segue com sua agenda lotada novamente, fazendo NFA, Garena e, com certeza, suas streams. Lembrando sempre do público que esteve ao seu lado em momentos bons e ruins e nunca o abandonou, apoiando-o onde quer que vá.